# Розимон
Розимо́н (фр. Rosimond, при рождении Клод де Ла Роз — фр. Claude de La Rose; ок. 1640 — 31 октября 1686, Париж) — французский актёр мольеровской труппы, драматург. Использовал также псевдоним Жан-Батист Дюмениль (фр. Jean-Baptiste Du Mesnil).
С 1660 года выступал со странствующей труппой в Руане, в 1668 принят на амплуа первого комика в парижский театр «Маре», затем в театр «Генего». В 1673, после смерти Мольера, был приглашен в его труппу; к Розимону перешли роли Мольера — Арган («Мнимый больной») и др.
В 1680 вошел в труппу вновь созданного театра «Комеди Франсез».
Собрал коллекцию пьес, считавшуюся самой обширной в Париже; ныне хранится в Санкт-Петербурге. Приобрёл дом с виноградником на Монмартре в 1680 году, ныне превратившемся в Музей Монмартра. Умер при тех же обстоятельствах, что и Мольер — сходя со сцены; у его семьи были те же проблемы с похоронами.

## Авторство
Автор комедий:
- «Чудной поединок, или Слуги-соперники»;
- «Обманутые обманщики, или Влюблённые простаки» и др.

Под псевдонимом Дюмениль написал пьесы:
- «Каменный гость, или Испепелённый атеист» (Festin de pierre, ou l’athee foudroye, 1669), где перенёс действие Дон-Жуана в языческие времена, чтобы герой мог безнаказанно богохульствовать;
- Une Vie des Saints pour tous les jours de l’année, 1680.